# Фабио Аурелио
Фа́био Ауре́лио Родри́гес (порт. Fábio Aurélio Rodrigues; 24 сентября 1979, Сан-Карлус, Бразилия) — бразильский футболист, выступавший на позиции защитника.

## Биография

### «Сан-Паулу»
Фабио Аурелио является воспитанником «Сан-Паулу», в котором он дебютировал в 1997 году. Он выступал за юношеские сборные своей страны среди игроков младше 17 лет, младше 20 лет и младше 21 года и принимал участие в Олимпийских играх 2000 года.

### «Валенсия»
Он присоединился к «Валенсии» после Олимпиады, подписав контракт на шесть лет. В сезоне 2001/02 он выиграл первый большой трофей — после 31-летнего перерыва «Валенсия» выиграла чемпионат Испании. В следующем сезоне он стал одним из лучших левофланговых защитников испанского первенства, забив 8 мячей в лиге (10 во всех турнирах). Сезон 2003/04 также стал успешным для «Валенсии» — клуб выиграл домашний чемпионат, а в финале Кубка УЕФА победил «Марсель» со счётом (2:0). Большую часть этого сезона Аурелио пропустил из-за травмы.

### «Ливерпуль»
Аурелио получил итальянский паспорт, что позволило ему выступать в Англии без разрешения на работу. 4 июля 2006 года Фабио Аурелио перешёл в «Ливерпуль». 13 августа 2006 года Аурелио стал первым в истории бразильцем, игравшим за «Ливерпуль», когда вышел на замену на 56-й минуте матча против «Челси», состоявшемся в рамках розыгрыша Суперкубка Англии 2006 года.
31 марта 2007 года состоялся матч между «Ливерпулем» и «Арсеналом» (4:1), в котором Аурелио сыграл важнейшую роль, отдав две голевые передачи Питеру Краучу и Даниэлю Аггеру. 3 апреля 2007 в матче против ПСВ в рамках розыгрыша Лиги чемпионов Фабио Аурелио получил травму, пропустив около шести месяцев.
В апреле 2008 года в первом матче полуфинала Лиги чемпионов против «Челси» Фабио получил очередную травму и на 63-й минуте был заменён. Вышедший вместо него Йон Арне Риисе на шестой добавленной арбитром минуте срезал мяч в свои ворота и позволил лондонскому клубу добиться ничьей на «Энфилде». Таким образом перед ответным матчем «Челси» получил серьёзное преимущество и в итоге сумел им воспользоваться, впервые в своей истории выйдя в финал главного европейского футбольного турнира.
25 мая 2010 года главный тренер «Ливерпуля» Рафаэль Бенитес объявил, что стороны не смогли договориться о продлении контракта, и Фабио Аурелио покинет клуб на правах свободного агента после завершения текущего соглашения.
1 августа 2010 года официальный сайт «Ливерпуля» сообщил о том, что новый тренер команды Рой Ходжсон, узнав, что бывший игрок клуба так и не нашёл себе новое место работы, сделал предложение футболисту вернуться в свою команду. После прохождения медосмотра, Аурелио согласовал с «красными» условия личного контракта, рассчитанного до 2012 года. Как стало известно, по сообщениям из Английской прессы, Аурелио освобожден от контрактных обязательств перед «Ливерпулем». Контракт действовал до 30.06.12
Однако из-за проблем с травмами он не смог показать всего, на что способен. В конце сезона Кенни Далглиш подтвердил, что Аурелио покинет клуб по истечении контракта.
Фабио вернулся в родную Бразилию, где подписал контракт с «Гремио» до декабря 2013 года, после чего завершил карьеру игрока.

## Достижения
«Сан-Паулу»
- Чемпион штата Сан-Паулу: 1998, 2000

«Валенсия»
- Чемпион Испании: 2001/02, 2003/04
- Обладатель Кубка УЕФА: 2003/04
- Обладатель Суперкубка УЕФА: 2004

«Ливерпуль»
- Обладатель Суперкубка Англии: 2006
- Финалист Лиги чемпионов: 2006/07
- Обладатель Английской футбольной лиги: 2012